# ABPF - Regional Sul de Minas

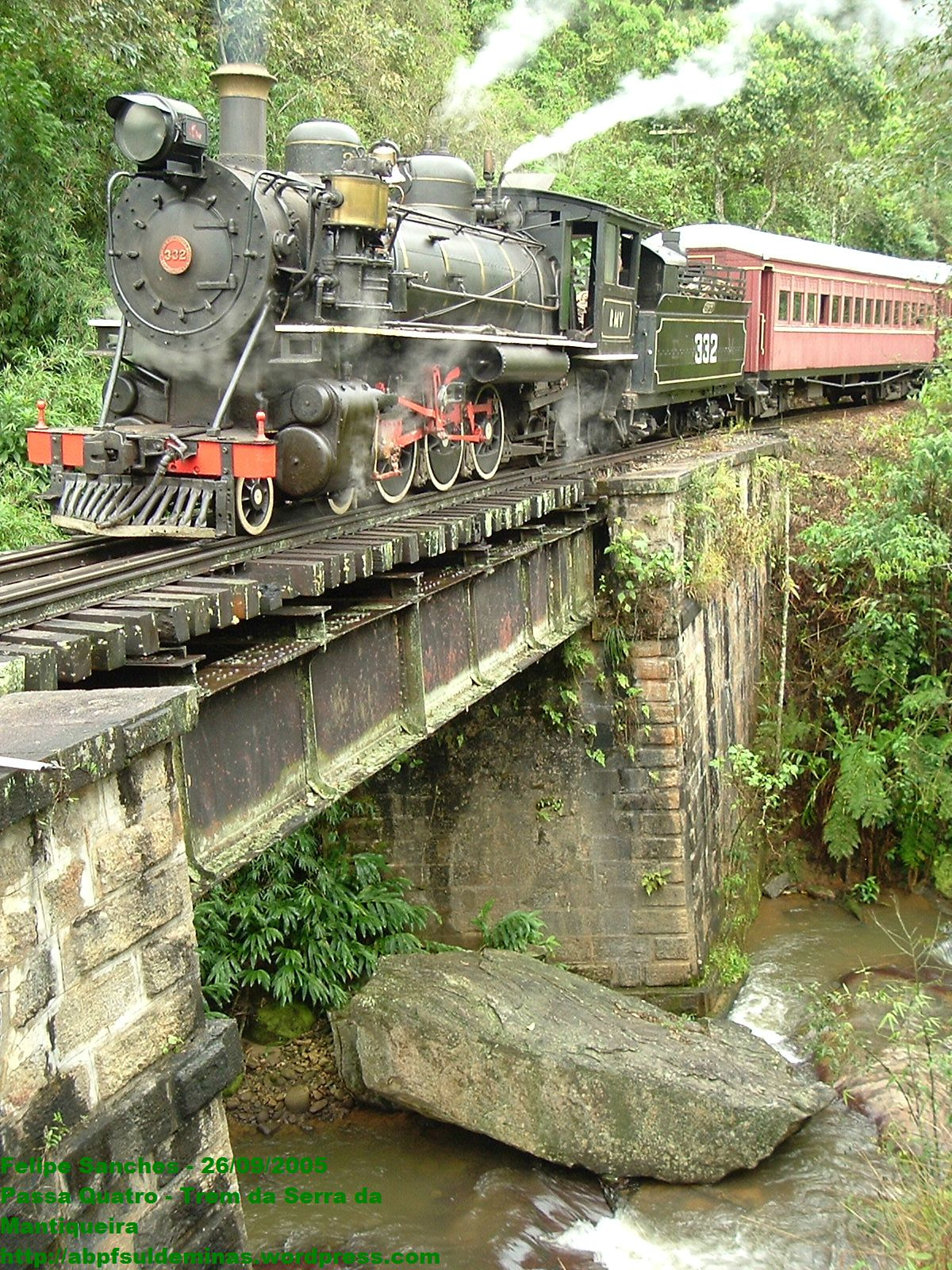
Trem da Serra passando pela Ponte Estrela, subindo a serra da Mantiqueira

A ABPF - Regional Sul de Minas é uma divisão da Associação Brasileira de Preservação Ferroviária que administra o Trem das Águas, o Trem da Serra da Mantiqueira e o Trem de Guararema.

## Material Rodante
A Regional Sul de Minas mantêm sob sua guarda os seguintes materiais:

### Locomotivas a vapor
- Locomotiva nº 327 ex Leopoldina Railway - Em restauração nas oficinas de Cruzeiro[1]
- Locomotiva Baldwin nº 332 ex EFOM - Em operação no Trem da Serra da Mantiqueira
- Locomotiva ALCo nº 1424 ex EFCB - Em operação no Trem das Águas
- Locomotiva Baldwin nº 2 - Em operação no pátio de Cruzeiro
- Locomotiva nº 520 - Aguardando restauração no pátio de Cruzeiro
- Locomotiva nº 522 - Em restauração no pátio de Cruzeiro[2]
- Locomotiva nº 221 - Aguardando restauração no pátio de Cruzeiro
- Locomotiva nº 103  ex Leopoldina Railway - Aguardando restauração no pátio de Cruzeiro
- Locomotiva nº 207 - Aguardando restauração no pátio de Cruzeiro

## Trens em Operação
- Trem das Águas
- Trem da Serra da Mantiqueira